# Chrząstawa Wielka
Chrząstawa Wielka (deutsch: Klarenkranst, von 1937 bis 1945 Klarenwald) ist ein Dorf in der Landgemeinde Czernica im Powiat Wrocławski der Woiwodschaft Niederschlesien in Polen.

## Sehenswürdigkeiten
- Die römisch-katholische Pfarrkirche der Unbefleckten Empfängnis (polnisch Kościół Niepokalanego Poczęcia Najświętszej Maryi Panny) ist eine neugotische Kirche, deren Mauern aus Backstein und Hartbrandziegel bestehen. Sie wurde nach Entwurf des Ohlauer Architekten Alexis Langer 1859–1864 erbaut; 1914–1916 und 1957 wurde sie restauriert. Das einschiffige Langhaus besteht aus drei Jochen mit Querschiff und geschlossenem Chor. Über dem Langhausgiebel befindet sich ein Dachreiter. Die Innenausstattung ist ebenfalls neugotisch. Die Altarbilder und der Kreuzweg wurden vom Neisser Maler Ferdinand Winter geschaffen.[1]
- Pfarrhaus (ul. Wrocławska 9) und in der gleichen Straße die ehemalige Pfarrschule.
- Bürgerhäuser in der ul. Polna 1 und ul. Wrocławska: 5, 7, 12, 15, 16, 22, 46, 49, 53, 55, 65, 74, 80, 82, 89, 100, 129.

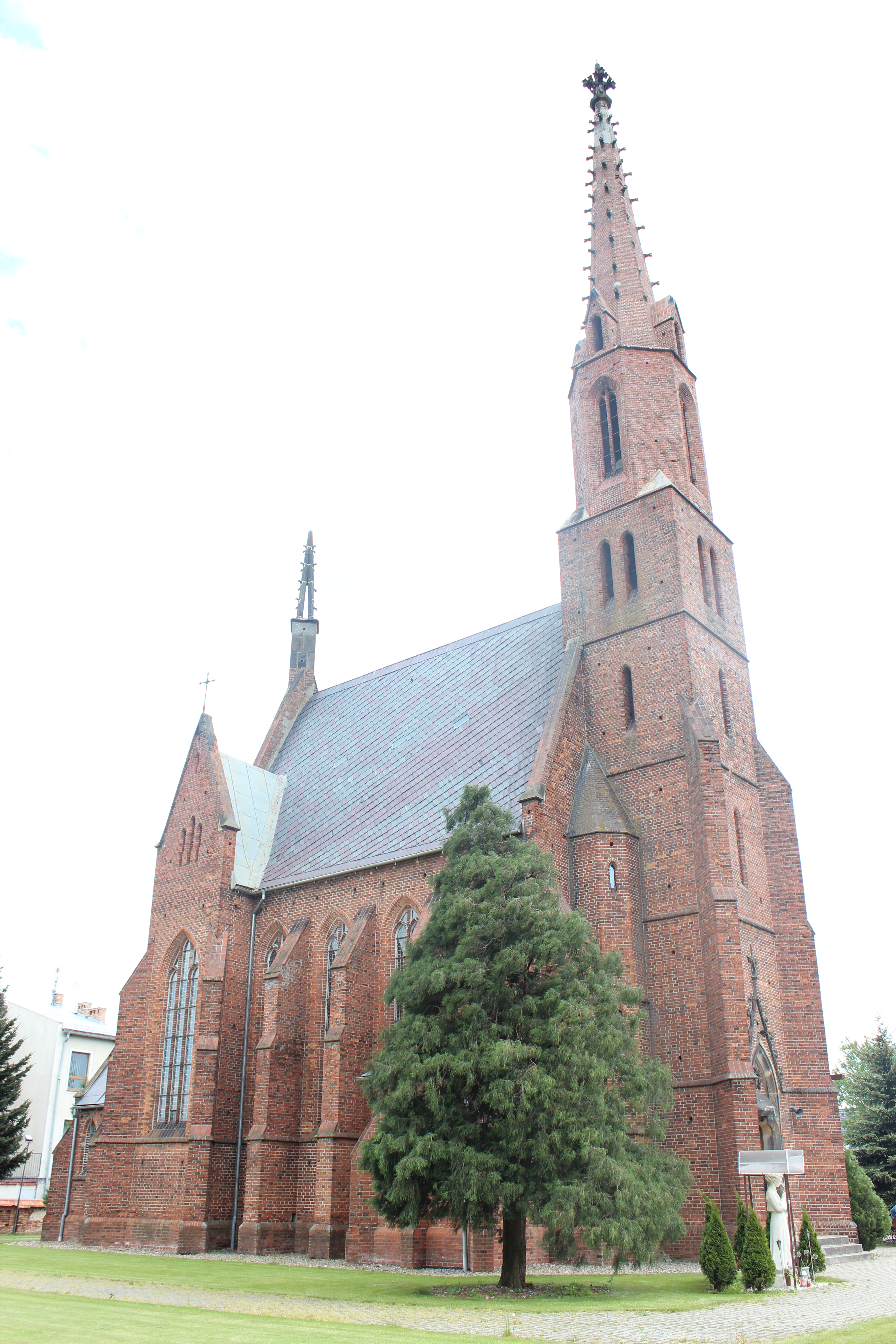
Marienkirche
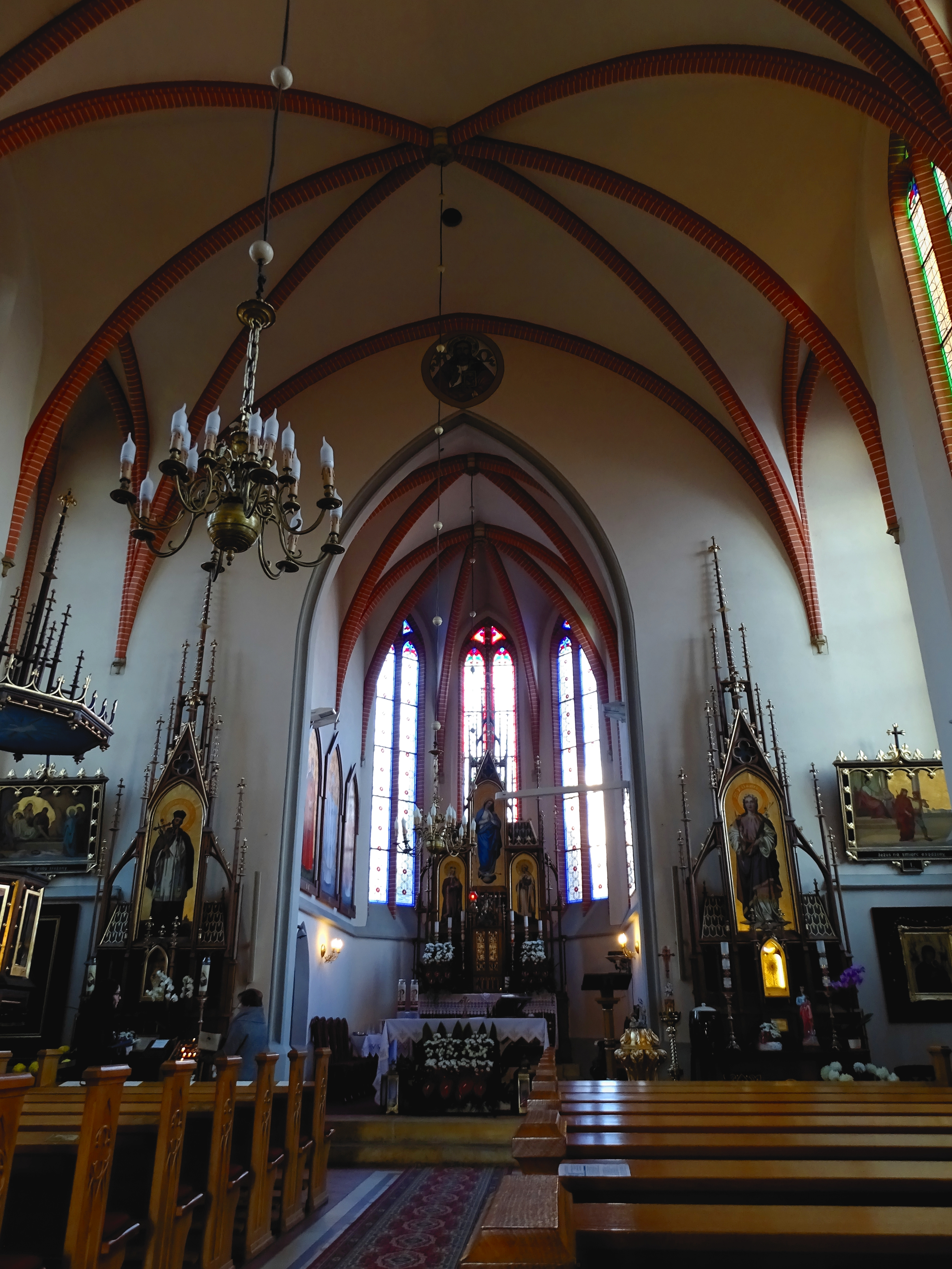
Innenraum mit Kreuzrippengewölbe